# Reformed Dutch Church of Claverack

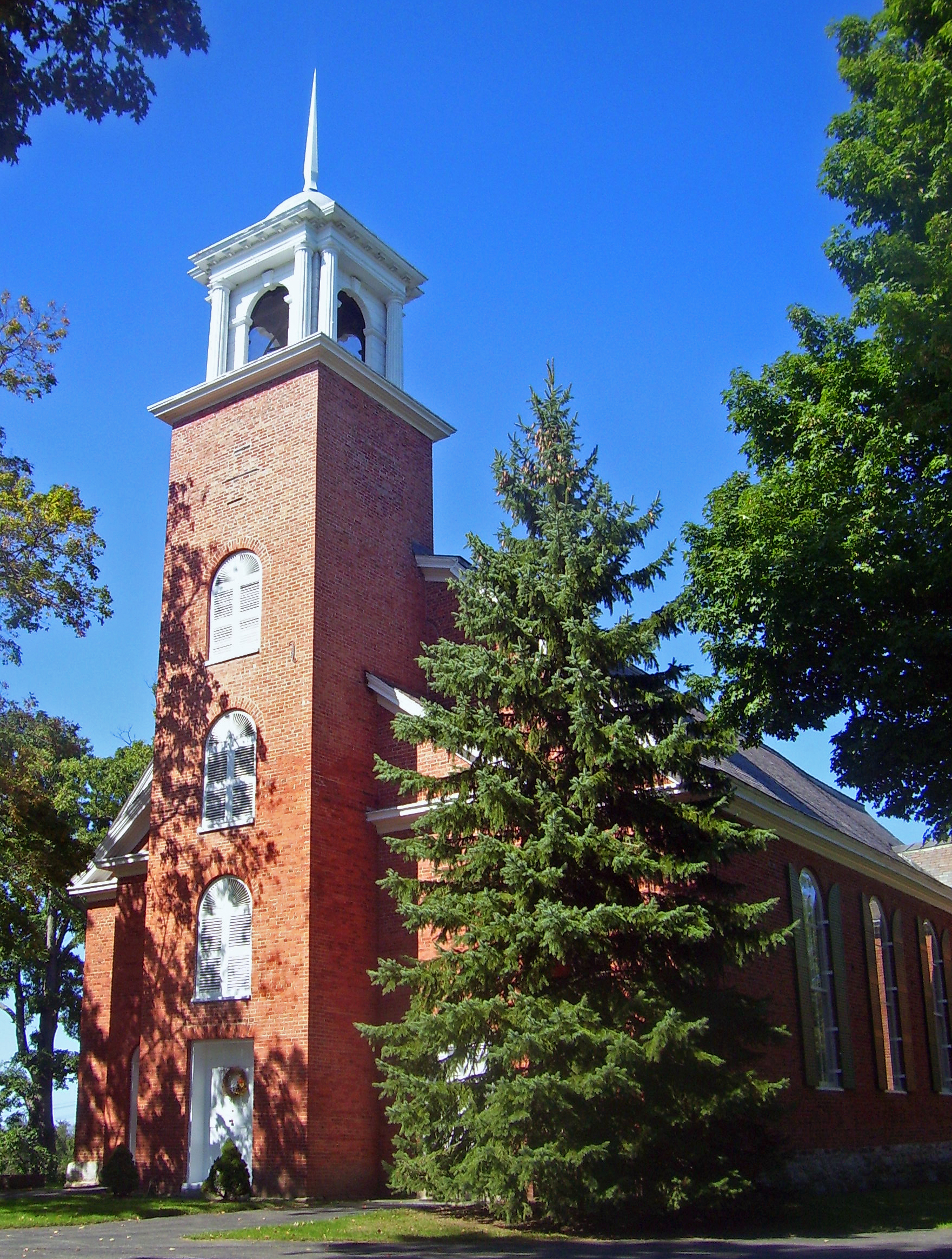
Südseite (2008)

Die Reformed Dutch Church of Claverack ist ein Kirchengebäude an der New York State Route 9H am nördlichen Ende des Weilers Claverack, New York in den Vereinigten Staaten. Das Backsteinbauwerk wurde Mitte des 18. Jahrhunderts errichtet und im 19. Jahrhundert zweimal erneuert und erweitert. Ihr heutiges Aussehen erhielt die Kirche 1879, doch gegründet wurde die Pfarrgemeinde bereits 1716.
Es ist das älteste öffentliche Gebäude seiner Art im Columbia County und wurde 2001 in das National Register of Historic Places aufgenommen, gemeinsam mit mehreren dazugehörigen Nebengebäuden und dem Friedhof, auf dem unter anderem einer von George Washingtons Assistenten und ein ehemaliger Vorsitzender New York State Assembly begraben sind.

## Anwesen
Der Kirchenkomplex befindet sich auf einer 69000 Quadratmeter großen Grundstück auf der westlichen Seite der Route 9H, etwa 200 m nördlich der Kreuzung mit New York State Route 23 und New York State Route 23B im Zentrum von Claverack. Die Kirche befindet sich auf einer kleinen Anhöhe etwa zwanzig Meter von der Straße entfernt, wovon sie durch hohe Bäume um einen befestigten Zufahrtsweg sowie einen Parkplatz getrennt ist. Das umgebende Gelände hat im Norden ländlichen Charakter und dient Wohnzwecken, im Súden befinden sich große Parzellen. Ebenfalls weiter südlich befindet sich auf derselben Seite der Route 9H das George Felpel House, das ebenfalls in das National Register aufgenommen wurde.
Auf dem Grundstück befinden sich südlich der Kirche drei weitere Gebäude: eine Garage, das Pfarrhaus und das Christian Education Center. Der Friedhof umfasst den größten Teil des Grundstücks und liegt nördlich der Kirche, ein kleiner aus Stein gemauerter Schuppen liegt im Zentrum des Friedhofs. Alle Bauten auf dem Grundstück mit Ausnahme des Christian Education Centers und des Friedhofs gelten als beitragend zum Eintrag in das National Register.

### Kirche
Das einstöckige Kirchengebäude hat eine Fassade aus Backsteinen, die im Englischen Verbund gemauert sind und auf einem steinernen Sockel sitzen. Das Dach ist ein steil geneigtes Gambreldach, an dessen Traufe ein Gesims liegt und dessen untere Abschrägung am unteren Rand gebördelt ist.
Der Haupttrakt des Gebäudes misst 21,35 m auf 29,30 m und im Zentrum der Südseite ist ein zweistufiger Kirchturm mit vier Stockwerken angebaut. In der Nähe der Rückseite gibt es zwei kleinere Flügelbauten auf beiden Seiten, die als Querschiff dienen und beide mit Eingängen versehen sind. Im Norden des Gebäudes besteht ein Vorsprung, der die Apsis aufnimmt. An dieser Seite erheben sich zwei innenliegende Schornsteine.
An der Südseite der Fassade ist der Kirchturm mit dem Hauptblock durch einen Vorbei mit drei Jochen und einem Giebeldreieck verbunden. Die Doppeltüren des Turmes, der am Vorbau von Segmentbögen flankiert wird, dienen als Haupteingang der Kirche, Drei Rundbogenöffnungen befinden sich in jedem Stock der Südseite des Turmes. Öffnungen im vierten Stock des Kirchturmes auf den drei übrigen Seiten wurden sichtbar zugemauert. Ein tiefgezogenes Gesims unterstützt den quadratischen Glockenturm, dessen geriffelte dorische Säulen mit bossierte Rundbogenöffnungen flankieren und das Kuppeldach mit der hohen Kreuzblume tragen.
Ost- und Westseite haben südlich des Querschiffes drei hohe Rundbogenfenster, die von louvered Fensterläden aus Holz eingerahmt werden. Die Westseite trägt außerdem die Nummer „1767“ über den Fenstern, die so auf die Backsteine gemalt wurde, dass sie eisernen Ziffern ähnelt. An der Nordseite befinden sich zwei Fenster, die denen auf den anderen Seiten gleichen, außerdem zwei kleinere ovale Fenster im Giebeldreieck.
Vom Turmeingang auf beiden Seiten des Kirchturms führen Treppenstufen zum Vestibül mit einem zweiten Paar Doppeltüren, die sich in das mit Tonnengewölbe versehene Heiligtum der Kirche öffnen. Der Innenraum der Kirche ist vorwiegend mit weißem  Putzträger und einfachen Holzarbeiten ausgeführt. Zwei Gänge erlauben den Zutritt zum Kirchengestühl mit den Endpaneelen, gerundeten Oberkanten und Paneeltüren zu den Sitzen. Die Balkone auf beiden Seiten werden von dekorativen gusseisernen Säulen getragen.
Die Kanzel am nördlichen Ende erhebt sich in einer Nische zwischen einem Paar Pilastern unter einem halbrunden Giebel. Die Treppe zum Triforium hat an beiden Enden eine S-förmig gewundene Spindel. Der Orgelkörper im neugotischen Stil befindet sich an der südlichen Wand der Empore und die Pfeifenorgel ist ursprünglich.

### Nebengebäude
Direkt südöstlich des Kirchengebäudes steht das Christian Education Center. Es ist ein zweistöckiges Backsteingebäude im Stil des Colonial Revival mit einem Satteldach und einem kleinen Eingangsvorbau an seiner südwestlichen Seite. Das Bauwerk ist im Stil der Kirche ähnlich, stammt jedoch aus neuer Zeit und ist deswegen nicht beitragend.
Etwa 120 m südlich der Kirche, über zwei Parkplätze hinweg, steht das Pfarrhaus. Es ist ein zweistöckiges in Holzständerbauweise errichtetes Haus mit drei Hochen, dessen Außenseite kunststoffverkleidet ist. Es hat am Frontgiebel ein Giebeldreieck und die einjöchige Eingangsveranda im Norden wird von quadratischen Pfosten getragen. Die beiden westlichen Joche auf der Nord- und Südseite haben einstöckige Seitenflügel und an der Ostseite befindet sich eine zweistöckige Veranda. Aus Backsteinen gemauerte Schornsteine erheben sich am nördlichen Ende des nördlichen Seitenflügels und in der Mitte der Südfassade.
Im Innern gibt es im Keller einen offenen Kamin und in der Nähe der Eingangstür findet sich ein Ziehbrunnen. Das Interieur des Gebäudes wurde kaum verändert, lediglich ein Waschraum im Erdgeschoss wurde hinzugefügt. Die äußeren Fenster wurden mit modernen, ähnlich gestalteten Stücken ersetzt.
Nordöstlich des Pfarrhauses steht eine kleine Garage mit Satteldach, die Anfang des 20. Jahrhunderts erbaut wurde und als beitragend gilt. Das einzige weitere beitragende Nebengebäude ist ein kleiner steinerner Schuppen in der Mitte des Friedhofes. Er liegt etwa 15 m nördlich der Kirche. Auch dieses Bauwerk entstand Anfang des 20. Jahrhunderts.

### Friedhof
Der Friedhof bedeckt eine Fläche von 69.000 Quadratmetern. Er befindet sich zum größten Teil nördlich der Kirche, umgibt die Kirche jedoch im Osten und Westen. Er ist in einem Rastergitter angelegt, schmale, grasbedeckte Wege ermöglichen den Zugang zu den Gräbern.
Die Grabsteine datieren aus der Zeit vom 18. Jahrhundert bis in die Gegenwart, einige der besonders aufwendig gefertigten Grabsteine stammen vom Beginn des 19. Jahrhunderts. Direkt nördlich der Kirche gibt es einige steinerne Gruften. Auf dem Friedhof sind unter anderem begraben:
- Gen. Samuel Blachley Webb (1753–1807). Er führte im Unabhängigkeitskrieg eine Freischärlertruppe aus Wethersfield, Connecticut, die an der Schlacht von Bunker Hill beteiligt war. Er wurde einer von George Washingtons aides-de-camp und nahm dann an den Schlachten von Long Island, White Plains und Trenton teil – in White Plains und in Trenton wurde er verwundet. 1777 nahmen in die Briten gefangen und tauschten ihn ein Jahr später aus. Nach dem Krieg ließ er sich in Claverack nieder.
- Jacob Rutsen Van Rensselaer (1767–1835) war ein prominenter Politiker der Federalist, der für neun Amtsperioden in die New York State Assembly gewählt wurde und in seiner letzten Wahlperiode auch Parlamentspräsident war. Er verließ diese Position, um im Krieg von 1812 eine Einheit zu führen, die zum Schutz von New York City abgestellt wurde. Nach dem Krieg war er New Yorks Secretary of State und 1821 ein Mitglied der gesetzgebenden Versammlung des Bundesstaates.
- Harriet Livingston Dale (1785–1826), die Witwe von Robert Fulton zog nach dem Tod ihres Mannes nach England. Nach ihrem Ableben wurde ihr Leichnam nach Claverack gebracht und beerdigt.

## Geschichte
Die Geschichte der Kirche kann in drei Abschnitte unterteilt werden. In der Zeit von der Gründung kurz vor der Amerikanischen Revolution an war die Gemeinde auf der Suche nach einem dauerhaften Gebäude. Während des folgenden Jahrhunderts wurde die Kirche von einem einfachen Backsteingebäude zu dem heutigen Gebäudekomplex erweitert. Danach wurden die Gemeindeeinrichtungen verbessert und unterhalten.

### 1716–1767: die Anfangsjahre
Claveracks Kirche war unter den ersten Kirchenbauten der Dutch Reformed Church im Hudson Valley. Sie nahm ihren Anfang im Jahr 1716 als Gebetsstätte auf dem Weg von Claverack Landing am Hudson River (heute die City of Hudson) im Westen und Hillsdale im Osten. 1727 wurde die erste Kirche erbaut, in der Nähe der Stätte, wo sich heute das frühere Columbia County Courthouse befindet.
Auswanderer aus der Kurpfalz begannen in der Gegend zu siedeln und ließen die Kirchengemeinde wachsen, sodass innerhalb von vier Jahrzehnten ein Neubau erforderlich wurde. Stephen van Rensselaer stiftete im Februar 1767 das Grundstück, auf dem auch die heutige Kirche steht. Im November desselben Jahres hatte ein ortsansässiger Handwerker mit dem Namen Solomon Strong die Kirche fertiggestellt und sie wurde ihrer Nutzung übergeben. Überlieferungen in der Familiengeschichte der van Rensselaers geben an, dass die Ziegelsteine von Hendrick van Rensselaer aus den Niederlanden hergebracht wurden, doch ist dies unwahrscheinlich, weil sich zu jener Zeit weniger als zwei Kilometer entfernt eine Ziegelei befand und die Backsteine, mit denen die Kirche erbaut wurde, denen anderer Bauwerke entsprechen, deren Backsteine in jener Ziegelei gebrannt wurden.
Die ursprüngliche Kirche war ein viel kleineres Bauwerk. Sie umfasste nur die nach Süden gelegenen zehn Meter des heutigen Bauwerkes ohne dem hervorspringenden vorderen Giebeldreieck und dem Turm. Ein Beleg in den Kirchenunterlagen deutet darauf hin, dass es einen kleinen hölzernen Glockenturm mit Glocke gab.

### 1768–1879: Wachstum und Entwicklung der Gemeinde
Im ersten Jahrzehnt nach der Errichtung der neuen Kirche gewann die Gemeinde ihren einflussreichsten Pastor. Zu Beginn der Amerikanischen Revolution war John Gabriel Gebhard zunächst aus New York City nach Kingston geflohen und suchte in Claverack Zuflucht, nachdem die Briten die Kingston im Oktober 1777 in Brand gesteckt hatten. Er wurde dann Pastor der Kirche.
Noch während des Unabhängigkeitskrieges begann er 1779 südlich der Kirche auf dem Grundstück mit der Gründung und des Baus des Washington Seminary. Diese Bildungseinrichtung wurde später als Claverack College bekannt, an dem unter anderem von Martin Van Buren, Stephen Crane und Margaret Sanger lernten, bevor es 1902 geschlossen wurde.
Im Jahr nach der Gründung des Colleges wurde die Kirche verändert. Man fügte den Kirchenbänken Türchen hinzu, um in den Wintermonaten die Wärme der von den ¨Gottesdienstbesuchern mitgebrachten Fußöfen zurückzuhalten. 1810 wurde in der Kirche ein großer Ofen aus Metall installiert, sodass die Gläubigen nicht mehr selbst für die Heizung sorgen mussten. Sechs Jahre später, als die Kirchengemeinde erneut zu wachsen begann, wurde 1816 erneut mehr Platz notwendig. Im folgenden Jahrzehnt wurde die Kirche erweitert, indem der heutige nördliche Teil und die Flügel hinzugefügt wurden, ebenso die Ausgänge an der Rückseite zum Friedhof hin. Im Innern wurden die Balkone und der Hängeboden des Chors sowie eiserne Säulen hinzugefügt, die Wände wurden neu verputzt. Die Kirchenbänke wurden neu arrangiert und erhielten ihre heutige Anordnung. Schließlich wurde 1828 im Gedenken an Gebhard der Glockenturm hinzugefügt. Er war im Jahr zuvor nach fünfzigjähriger Tätigkeit als Pastor der Gemeinde gestorben.
Das Pfarrhaus wurde 1844 entworfen und erbaut. Es war das erste größere Bauwerk auf dem Anwesen seit der Errichtung der Kirche selbst. Zehn Jahre später wurde das Innere der Kirche erneuert. Das nördliche Ende der Kirche wurde erneut vergrößert, der Boden abgesenkt und die Wände und Böden erneuert. Die Kirchenbänke wurden neu angeordnet, sodass sie nun alle nach Norden ausgerichtet waren, wo die Empore für den Kirchenchor errichtet wurde – ein ursprünglich geplanter Balkon an diesem Ende wurde nicht realisiert.
Im darauffolgenden Jahrzehnt wurden dann die musikalischen Bedürfnisse der Kirchengemeinde erfüllt. Die erste Orgel wurde 1867 aufgestellt, sie wurde fünf Jahre später durch eine Pfeifenorgel ersetzt. 1879 wurde die 680 kg schwere Glocke, die in der Meneely Bell Foundry in West Troy (heute Watervliet) aufgehängt. Diese Ergänzung wird als die letzte historisch bedeutende Änderung des Kirchengebäudes angesehen.

### 1880–Gegenwart: weiteres Wachstum
Die beiden anderen beitragenden Bauten wurden etwa zur selben Zeit hinzugefügt. Für das Pfarrhaus wurde eine Garage gebaut, und auf dem Friedhof entstand ein aus Stein gemauerter Schuppen. Irgendwann zu Beginn des 20. Jahrhunderts wurde eine moderne Zentralheizung installiert. Nach der Schließung von Claverack College im Jahr 1902 wurde dessen Glocke am Fuß der Zuganges zur Kirche aufgehängt. Sie gilt nicht als beitragend.
1930 wurde eine elektrische Beleuchtung eingebaut, wobei das Design dieser Lampen den älteren Öllampen nachempfunden war. Ein Jahrzehnt später, im Jahr 1940, wurde die Orgel renoviert. Das Heiligtum wurde 1955 mit einem Teppichboden ausgestattet, 1958 wurde die Kirchenglocke mit einer elektrischen Steuerung ausgestattet, ein Jahr später wurde eine neue elektrische Allen-Orgel fertiggestellt.
1967 ließ die Kirchengemeinde ein weiteres Gebäude auf dem Anwesen errichten, das Christian Education Center. Das in einem passenden Baustil errichtete Gebäude liegt südöstlich der Kirche und wird als Bürogebäude sowie für einige weitere Aktivitäten der Gemeinde genutzt, etwa die Sonntagsschule, oder Gemeindeversammlungen. Im April 2000 wurde eine neue Kirchenorgel eingeweiht. Bis 2010 gab es keine weiteren Veränderungen an der Kirchenanlage.